# Willi Forst
Willi Forst (eg. Wilhelm Anton Frohs) 7 april 1903 i Wien, Österrike-Ungern, död 11 augusti 1980 i Wien, Österrike, var en österrikisk skådespelare, manusförfattare, filmregissör, filmproducent och sångare. 
Forst medverkade som skådespelare i femtio filmer, och regisserade ungefär 20 stycken. Han påbörjade skådespelarkarriären runt 1919 men hade sin storhetstid under 1930-talet då han medverkade i många operettartade underhållningsfilmer med Wien-tema. Hans sista stora framgång var som regissör till filmen Synderskan (1951), som väckte mycket uppmärksamhet på grund av en kort nakenscen med Hildegard Knef. 
Efter ett sista regiarbete 1957 lämnade Willi Forst filmvärlden och förklarade det med att hans stil helt enkelt inte var på modet längre. Efter att hans fru sedan många år avlidit 1973 levde Forst sina sista år mycket tillbakadraget.

## Filmografi i urval
- 1928 – Blå musen
- 1929 – Atlantik
- 1930 – A Student's Song of Heidelberg
- 1930 – De glada flickorna från Wien
- 1930 – Hjärtan som mötas
- 1930 – Kärleksvikarien
- 1931 – Varför ler du Mona Lisa?
- 1932 – Pensionatets lockfågel
- 1932 – En gyllen dröm
- 1934 – Han gick kökstrappan
- 1934 – Maskerad
- 1937 – Allotria (regi)
- 1939 – Bel Ami
- 1940 – Operett
- 1943 – Kvinnor är inga änglar (regi)
- 1949 – Flickorna i Wien
- 1951 – Smekmånad i Tyrolen
- 1951 – Synderskan (regi)
- 1954 – En sång för dig